# Darrell Pace
Darrell Pace (n. 23 octombrie 1956, Cincinnati, Ohio, SUA) este un arcaș ce a reprezentat Statele Unite ale Americii, medaliat olimpic. A participat la 3 ediții ale Jocurilor Olimpice (1976, 1984, 1988) în care a câștigat două medalii de aur și o medalie de argint.